# Telipogon selbyanus
Telipogon selbyanus är en orkidéart som beskrevs av Norris Hagan Williams och Robert Louis Dressler. Telipogon selbyanus ingår i släktet Telipogon och familjen orkidéer.
Artens utbredningsområde är Peru. Inga underarter finns listade i Catalogue of Life.